# IC 2723
IC 2723 је елиптична галаксија у сазвјежђу Лав која се налази на листи објеката дубоког неба у Индекс каталогу.
Деклинација објекта је + 12° 1' 59" а ректасцензија 11h 19m 47,9s. Привидна величина (магнитуда) објекта IC 2723 износи 15,3 а фотографска магнитуда 16,3.